# Benevides Correia Barros
Benevides Correia Barros (* 16. März 1968 in Bobonaro, Portugiesisch-Timor) ist ein osttimoresischer Anwalt und Journalist.

## Werdegang
Barros ist der Sohn von Silvino Lelobau Amaral und Luisa Heli Meta Bernardo. Er hat zwölf Geschwister. Ab 1974, im Alter von sechs Jahren, besuchte er die Vorschule des Colegio Infantre Sagre Maliana, bis das indonesische Militär 1975 die Region besetzte. Die Familie versteckte sich sechs Monate in der Gegend von Poerema und ein weiteres Jahr in Talo. Nach Ende der Kämpfe besuchte Barros bis 1983 die Grundschule in Ainaro und bis 1986 die dortige Prä-Sekundarschule. Es folgte bis 1989 die Sekundarschule in Dili und ein Studium an der Christlichen Universität Satya Wacana (indonesisch Universitas Kristen Satya Wacana, UKSW) in Salatiga auf Java., wo er am 22. September 1999 sein Jurastudium abschloss.
Als Student engagierte sich Barros in den 1990er-Jahren in der osttimoresischen Unabhängigkeitsbewegung. Ab September 1991 war er Mitglied der Mitglied der RENETIL und wurde am 19. November 1991 auf einer Demonstration in Jakarta verhaftet. Im April 1992 kam er unter Auflagen wieder frei.
Als er in Cailaco in einem Feld fotografierte, wurde er im September 1993 von indonesischen Soldaten erwischt und im Hauptquartier in Maliana angeblich gefoltert. Etwa zwei Wochen später kam er wieder frei. Nach Regierungsangaben wurde er am 15. Oktober in Baucau erneut verhaftet und zu zwei Monaten Gefängnis verurteilt.
1998 nahm Barros an einer friedlichen Demonstration von etwa tausend osttimoresischer Studenten in der indonesischen Hauptstadt Jakarta teil, wo sie die Unabhängigkeit für ihr Heimatland forderten. Das indonesische Militär löste die Demonstration gewaltsam auf. Wie andere wurde Barros verhaftet, kam aber wieder frei. Zwischen 1998 und 1999 arbeitete Barros als freier Journalist für ABC, BBC und AFP.
1999 zogen die Indonesier aus Osttimor ab. Von Oktober bis Dezember 2000 absolvierte Barros einen Englischkurs an der University of New South Wales. Im Januar 2001 begann er dort ein Masterstudium in Jura, das er aber nicht abschloss, sondern nach Osttimor zurückkehrte. Barros wurde Rechtsanwalt und Präsident der osttimoresischen Anwaltskammer. Am 27. August 2007 wurde Barros vom Nationalparlament Osttimors als Vertreter der Partido Democrático (PD) für fünf Jahre zu Mitglied des Staatsrats gewählt.
2007 vertrat Barros den Rebellen Alfredo Alves Reinado als Anwalt bei den Verhandlungen mit der Regierung zum Beilegen des Konfliktes.
Am 18. Januar 2021 wurde Barros vom Nationalparlament für vier Jahre in den Presserat gewählt.